# Jacob Obling Nygaard
Jacob Obling Nygaard, bedre kendt som Jacobs Vocal Academy, er en dansk YouTuber, iværksætter og musisk kunstner. Han har tæt på 800.000 abonnenter på YouTube.

## Karriere
Jacob er kendt for at lære folk at synge gennem sine mange videoer på YouTube. Han begyndte at bruge YouTube som en kilde til viden, da han begyndte på sit studie, men han fandt hurtigt ud af, at hans passion lå i at lave sine egen videoer på platformen. 
Siden 2014 har Jacob arbejdet på en række forskellige kanaler på YouTube, men mest succes har han haft med sin kanal "Jacobs Vocal Academy". Her laver han videoer der lærer folk at synge.